# Mount Sunflower
Der Mount Sunflower ist mit seinen 1239 Metern die höchste Erhebung des Wallace County und des US-Bundesstaates Kansas. Er befindet sich im Trockengebiet Great Plains, beinahe an der Grenze zum Nachbar-Bundesstaat Colorado. Der Gipfelpunkt des Mount Sunflower ist dekorativ mit einer stählernen Sonnenblume und einem Schild mit der Aufschrift Mt. Sunflower geschmückt.